# Molesworth (cratera)
A cratera Molesworth situa-se no quadrângulo de Aeolis, em Marte, localizada na latitude 27.7º S, longitude 210.9º W. Possui um diâmetro de 181 km e recebeu seu nome em homenagem à Percy B. Molesworth, um astrônomo britânico (1867-1908).